# Näsråttor
Näsråttor (Rhynchomys) är ett släkte råttdjur som förekommer på Filippinerna.

## Arter, utbredning och status
Släktet utgörs av två till fyra arter.
- Rhynchomys banahao är endemisk för nationalparken Mounts-Banahaw-San-Cristobal på Luzon, den listas av IUCN med kunskapsbrist (DD).
- Rhynchomys isarogensis lever vid vulkanen Isarog på södra Luzon, den listas som sårbar (VU).
- Rhynchomys soricoides förekommer på norra Luzon, den listas som nära hotad (NT).
- Rhynchomys tapulao hittas vid berget Tapulao på Luzon, den listas med kunskapsbrist.

Inom underfamiljen Murinae räknas släktet till Chrotomys-gruppen, en utvecklingsgren som förekommer på Filippinerna.

## Utseende
Näsråttor påminner i utseende om näbbmöss. De når en kroppslängd (huvud och bål) mellan 18 och 22 cm samt en svanslängd av 13 till 15 cm. Den täta pälsen är på ovansidan mörkgrå och på buken ljusgrå, ibland finns bruna skuggor. Svansen är täckt med hår. Huvudet kännetecknas av en långsträckt nos och små ögon. Den sista molara tanden finns bara rudimentärt och även de andra molarerna är små.

## Ekologi
Dessa gnagare vistas i skogar på bergstrakter. De är aktiva på natten och livnär sig främst av daggmaskar och insekter.